# Dystasia affinis
Dystasia affinis là một loài bọ cánh cứng trong họ Cerambycidae.